# Jacques François Gudin
Pour les articles homonymes, voir Gudin.
Jacques François Gudin est un homme politique français né le 12 septembre 1811 à Gâcogne (Nièvre) et décédé le 28 juin 1889 à Paris.

## Biographie
Avoué à Château-Chinon en 1836, il est président de la chambre départementale. Opposant à la Monarchie de Juillet, il est sous-préfet de Château-Chinon après la révolution de 1848. Il retrouve ce poste après le 4 septembre 1870. Il est maire de Château-Chinon de 1872 à 1874 et député, républicain, de la Nièvre, de 1876 à 1877. Il est l'un des 363 qui refusent la confiance au gouvernement de Broglie, le 16 mai 1877. Bien que personnellement soutenu par Gambetta, il est battu en 1877 et 1878. Il devient juge de paix à Paris de 1882 à 1889.

## Sources
- « Jacques François Gudin », dans Adolphe Robert et Gaston Cougny, Dictionnaire des parlementaires français, Edgar Bourloton, 1889-1891 [détail de l’édition]